# Visceral Games
Visceral Games (ヴィセラル・ゲームズ）は、かつて存在したアメリカ合衆国カリフォルニア州レッドウッドシティのコンピュータゲーム開発会社。エレクトロニック・アーツの元子会社で、デッドスペースシリーズを開発したスタジオとして知られている。

## 歴史

### 前身となったEA Redwood Shores
1998年、エレクトロニック・アーツ（EA）は、カリフォルニア州サンマテオからレッドウッド・ショアーズ（レッドウッドシティ）に建設した本社ビルに移転した。移転に伴い、この場所でEA Redwood Shoresというスタジオを設立した。このスタジオは一般的なEA Gamesの部門の下で運営されていた。
EA Redwood Shoresの最初のタイトルは1998年にリリースされた『Future Cop: LAPD』であった。その後、2008年までの作品は一般的に映画やその他の財産との提携を許諾されていた。デザイナーのBen WanatとWright Bagwellによると、EAはこの間、オリジナルの知的財産（IP）の制作にあまり熱心ではなかったが、スタジオは『System Shock』の続編を制作するための考えを追求していた。また、それを可能にするために、副社長兼ゼネラルマネジャーのグレン・スコフィールドは、EAの幹部たちをうまく同調させようとしていた。彼らはこの作品のためにいくつかのゲームプレイとアイデアを持っていたが、2005年にカプコンから『バイオハザード4』が発売されたことでタイトルが変更となった。WanatとBagwellによると、『バイオハザード4』は『System Shock』のアイデアを変化させただけでなく、スコフィールドがEAの経営陣に新しい称号を取得させるよう説得するのにも役立った。後にその作品は『DEAD SPACE』として知られるようになった。

### Visceral Gamesへのブランド変更
『DEAD SPACE』は大きな成功を収め、2009年にスタジオはVisceral Gamesへと改称されることになった。これに伴い、スタジオはEA Gamesから離れ、EAの下で独立した部門となった。デッドスペースのような三人称視点のアクションゲームを開発することに重点を置いた、EAにおける最初のジャンルスタジオとなった。また、ブランド変更と平行して、ケベック州モントリオールにVisceral Montreal、オーストラリアメルボルンにVisceral Melbourneと、2つの姉妹スタジオが設立された。
ディヴァイン・コメディに触発された作品である『ダンテズ・インフェルノ』と並行して、2009年、スタジオは切り裂きジャック（The Jacket the Ripper）に触発された『The Ripper』というタイトルの計画を発表した。しかし、『The Ripper』は2009年の早い段階で中止されたことが確認されている。業界の噂では、そのプロジェクトが中止される前、Visceral Melbourneにおいて『Blood Dust』の計画引き伸ばしが行われていることを示唆した。2011年9月19日、Visceral Melbourneは閉鎖された。
2010年にリリースされた『ダンテズ・インフェルノ』はさまざまな評価を受け、その後、デッドスペースシリーズへと戻り、2011年に続編となる『Dead Space 2』をリリースした。前作と同様に続編も大きな成功を収めたが、スタジオが閉鎖された後の2017年に、この作品がEAにとって「財政的な失望」とみなされていたことが明らかになった。当時レベルデザイナーを務めていたZach Wilsonによると、開発コスト約4700万ドルと同等のマーケティング予算を掛けていたが、それに対する売上高が400万本と十分に回収できなかったと見積もった。
スタジオは最初の作品と同じような方法で続編の『Dead Space 3』の制作を続けたが、Wanatによれば、このアプローチや作品にチームによる協力プレイを導入するなどといった大きな変化は、EAにとっては懸念があった。それは、ゲーム展開をより速くし、幅広い消費者層にアピールできるような作品にすることであるが、ホラーシャンルシリーズのルーツとは相反するアプローチであった。2013年にリリースされ概ね好意的であったが、前作よりもはるかに少ない売上となった。2013年7月、EAの副社長であるパトリック・ソダーランドはインタビューで、デッドスペースは貴重なブランドであり続ける。『Dead Space 3』に続く4作目の制作は取り組んでいないが、代わりに2つの新しいプロジェクトが割り当てられていると述べた。
スタジオはVisceral Montrealと共同で『Army of TWO ザ・デビルズカーテル』を開発していた。そのプロジェクトが完了した2013年2月21日、EAはVisceral Montrealを解散させた。もう1つのプロジェクトは、バトルフィールドシリーズで警察と犯罪者の戦いを描いた『バトルフィールド ハードライン』であった。その後は小さなチームとなり、海賊をテーマにした「Jamaica」と呼ばれるプロジェクトに取り掛かった。

### Project Ragtagとスタジオの解散
2013年の初め、ディズニーはルーカスフィルムを買収し、ゲーム開発スタジオであるルーカスアーツを閉鎖した。EAは早々に、Visceral Gamesを含めた3つのスタジオを通じて、スター・ウォーズのゲーム開発を支援するための契約を結んだ。その頃、ユービーアイソフトは『アサシン クリード IV ブラック フラッグ』を発表した。この作品は海賊をテーマとしていたため、EAはスター・ウォーズの作品を支持し、Jamaicaプロジェクトを中止した。スタジオはJamaicaの精神を維持した三人称視点のアクションゲームとして売り出すことを決めた。このプロジェクトは「Yuma」と名付けられ、オープンワールドのスター・ウォーズの世界で、宇宙の悪党としてプレイできる作品を目指した。このプロジェクトには、ノーティードッグが開発したアンチャーテッドシリーズにおいて1作目から3作目の脚本を制作したエイミー・ヘニングが、制作の指導やYumaの物語を書くことを助けるため参加していた。
EAは2017年10月17日にVisceral Gamesを閉鎖する決定を下した。また、スター・ウォーズ作品の開発をEA Vancouverを中心としたEA Worldwide Studiosに再割り当てを行い、ゲームプレイを一新すると明かした。スタジオの閉鎖は、これまで開発してきた作品の多くがそうであったように、シングルプレイヤーコンピュータゲームを制作するスタジオに対する興味の衰えの兆候とみられた。これらの懸念を考慮して、EAのCEOであるアンドリュー・ウィルソンはスタジオを閉鎖した理由について、シングルプレイヤー対マルチプレイヤーゲームの問題ではなく、プレイヤーのフィードバックを聞き、市場動向を追うことに基づいたものであると述べた。Ragtagの設計がこれらの変更に合っていないと考えられ、また、他のスタジオへの再割り当てについては、「デザインを変える必要があった」ためだとした。

## 作品
| 発売年            | 作品名                                             | 対応プラットフォーム                                                                       |
| ----------------- | -------------------------------------------------- | ------------------------------------------------------------------------------------------ |
| EA Redwood Shores |                                                    |                                                                                            |
| 1998年            | Future Cop: LAPD                                   | Mac OS、Microsoft Windows、PlayStation                                                     |
| 1999年            | CyberTiger                                         | PlayStation                                                                                |
| 1999年            | Tiger Woods PGA Tour 2000                          | PlayStation                                                                                |
| 2000年            | NASCAR Rumble                                      | PlayStation                                                                                |
| 2000年            | Road Rash: Jailbreak                               | PlayStation                                                                                |
| 2001年            | Tiger Woods PGA Tour 2001                          | PlayStation 2                                                                              |
| 2001年            | Rumble Racing                                      | PlayStation 2                                                                              |
| 2001年            | 007: Agent Under Fire                              | ゲームキューブ、PlayStation 2、Xbox                                                        |
| 2002年            | Tiger Woods PGA Tour 2002                          | PlayStation 2                                                                              |
| 2002年            | Freekstyle                                         | PlayStation 2、ゲームキューブ                                                              |
| 2002年            | Tiger Woods PGA Tour 2003                          | ゲームキューブ、PlayStation 2、Xbox                                                        |
| 2003年            | Tiger Woods PGA Tour 2004                          | ゲームキューブ、PlayStation 2、Xbox                                                        |
| 2003年            | The Lord of the Rings: The Return of the King      | Microsoft Windows、PlayStation 2、ゲームキューブ、Xbox                                     |
| 2004年            | 007 エブリシング オア ナッシング                   | ゲームキューブ、PlayStation 2、Xbox                                                        |
| 2004年            | Tiger Woods PGA Tour 2005                          | ゲームキューブ、PlayStation 2、Xbox                                                        |
| 2004年            | The Lord of the Rings: The Third Age               | ゲームキューブ、PlayStation 2、Xbox                                                        |
| 2005年            | Tiger Woods PGA Tour 06                            | ゲームキューブ、PlayStation 2、Xbox、Xbox 360                                              |
| 2005年            | James Bond 007: From Russia with Love              | ゲームキューブ、PlayStation 2、Xbox、PlayStation Portable                                  |
| 2006年            | ゴッドファーザー                                   | Microsoft Windows、PlayStation 2、Xbox、PlayStation Portable、Xbox 360、PlayStation 3、Wii |
| 2006年            | Tiger Woods PGA Tour 07                            | Microsoft Windows、PlayStation 2、Xbox、Xbox 360、PlayStation 3、Wii                       |
| 2007年            | The Sims 2: Pets                                   | ゲームキューブ、PlayStation 2、PlayStation Portable、Wii                                   |
| 2007年            | ぼくとシムのまち                                   | Wii、Microsoft Windows                                                                     |
| 2007年            | The Sims 2: Castaway                               | Wii、PlayStation 2、PlayStation Portable                                                   |
| 2007年            | ザ・シンプソンズ・ゲーム                           | PlayStation 2、PlayStation 3、PlayStation Portable、Wii、Xbox 360                          |
| 2008年            | The Sims Carnival: Snap City                       | Microsoft Windows                                                                          |
| 2008年            | The Sims 2: Apartment Life                         | Microsoft Windows                                                                          |
| 2008年            | DEAD SPACE                                         | Microsoft Windows、PlayStation 3、Xbox 360                                                 |
| 2008年            | MySims Kingdom                                     | Wii                                                                                        |
| 2009年            | MySims Party                                       | Wii                                                                                        |
| 2009年            | THE GODFATHER2                                     | Microsoft Windows、PlayStation 3、Xbox 360                                                 |
| Visceral Games    |                                                    |                                                                                            |
| 2009年            | デッドスペース エクストラクション                  | PlayStation 3、Wii                                                                         |
| 2009年            | MySims Agents                                      | Wii                                                                                        |
| 2010年            | ダンテズ・インフェルノ 〜神曲 地獄篇〜             | PlayStation 3、Xbox 360                                                                    |
| 2010年            | ザ・シムズ3: アンビション                          | Microsoft Windows、OS X                                                                    |
| 2011年            | Dead Space 2                                       | Microsoft Windows、PlayStation 3、Xbox 360                                                 |
| 2013年            | Dead Space 3                                       | Microsoft Windows、PlayStation 3、Xbox 360                                                 |
| 2013年            | バトルフィールド3: End Game                        | Microsoft Windows、PlayStation 3、Xbox 360                                                 |
| 2013年            | Army of TWO ザ・デビルズカーテル                   | PlayStation 3、Xbox 360                                                                    |
| 2015年            | バトルフィールド ハードライン                      | Microsoft Windows、PlayStation 3、PlayStation 4、Xbox 360、Xbox One                        |
| 開発中止          | "Project Ragtag"（名前の無いスター・ウォーズ作品） | Microsoft Windows、PlayStation 4、Xbox One                                                 |

## 外部サイト
- Visceral Games - メディア芸術データベース